# Creys-Mépieu
Creys-Mépieu ist eine französische Gemeinde mit 1.576 Einwohnern (Stand: 1. Januar 2022) im Département Isère in der Region Auvergne-Rhône-Alpes. Sie gehört zum Arrondissement La Tour-du-Pin und ist Teil des Kantons Morestel.

## Geografie
Creys-Mépieu liegt etwa 51 Kilometer östlich von Lyon an der Rhone, die die östliche Gemeindegrenze bildet. Umgeben wird Creys-Mépieu von den Nachbargemeinden Briord im Norden, Lhuis im Osten, Saint-Victor-de-Morestel im Süden und Südosten, Arandon im Süden und Südwesten, Courtenay im Westen sowie Bouvesse-Quirieu im Nordwesten.
Im Gemeindegebiet liegt die Nuklearanlage Superphénix.

## Geschichte
1989 wurden die Gemeinden Creys-et-Piusignieu und Mépieu zusammengeschlossen.

## Bevölkerungsentwicklung
| Jahr                       | 1962 | 1968 | 1975 | 1982 | 1990 | 1999 | 2006 | 2013 |
| -------------------------- | ---- | ---- | ---- | ---- | ---- | ---- | ---- | ---- |
| Einwohner                  | 393  | 408  | 373  | 671  | 959  | 1091 | 1295 | 1531 |
| Quellen: Cassini und INSEE |      |      |      |      |      |      |      |      |

## Sehenswürdigkeiten
- Kirche von Creys
- Kirche von Mépieu
- Schloss Mépieu
- Schloss Mérieu, seit 1987 Monument historique

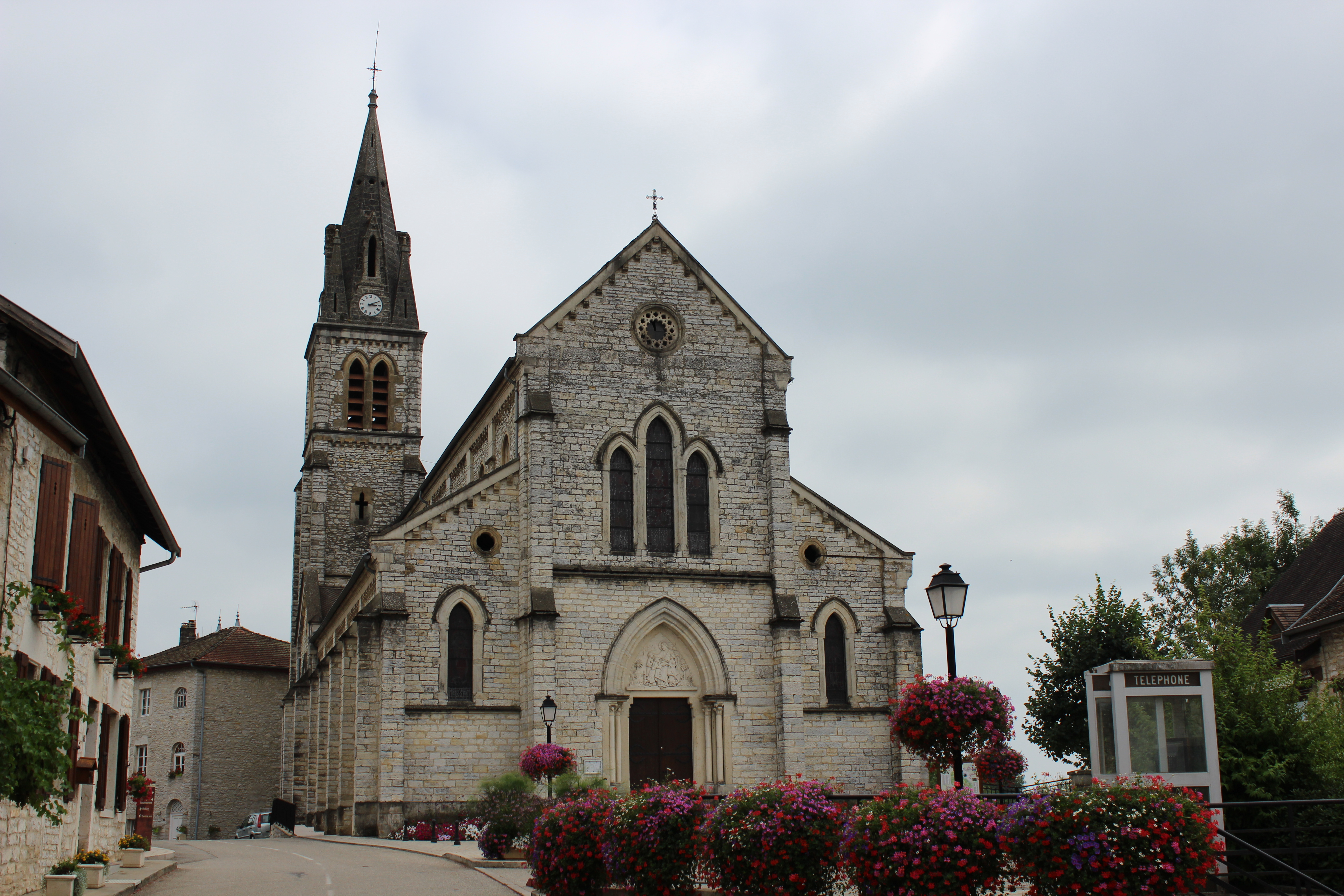
Kirche von Creys
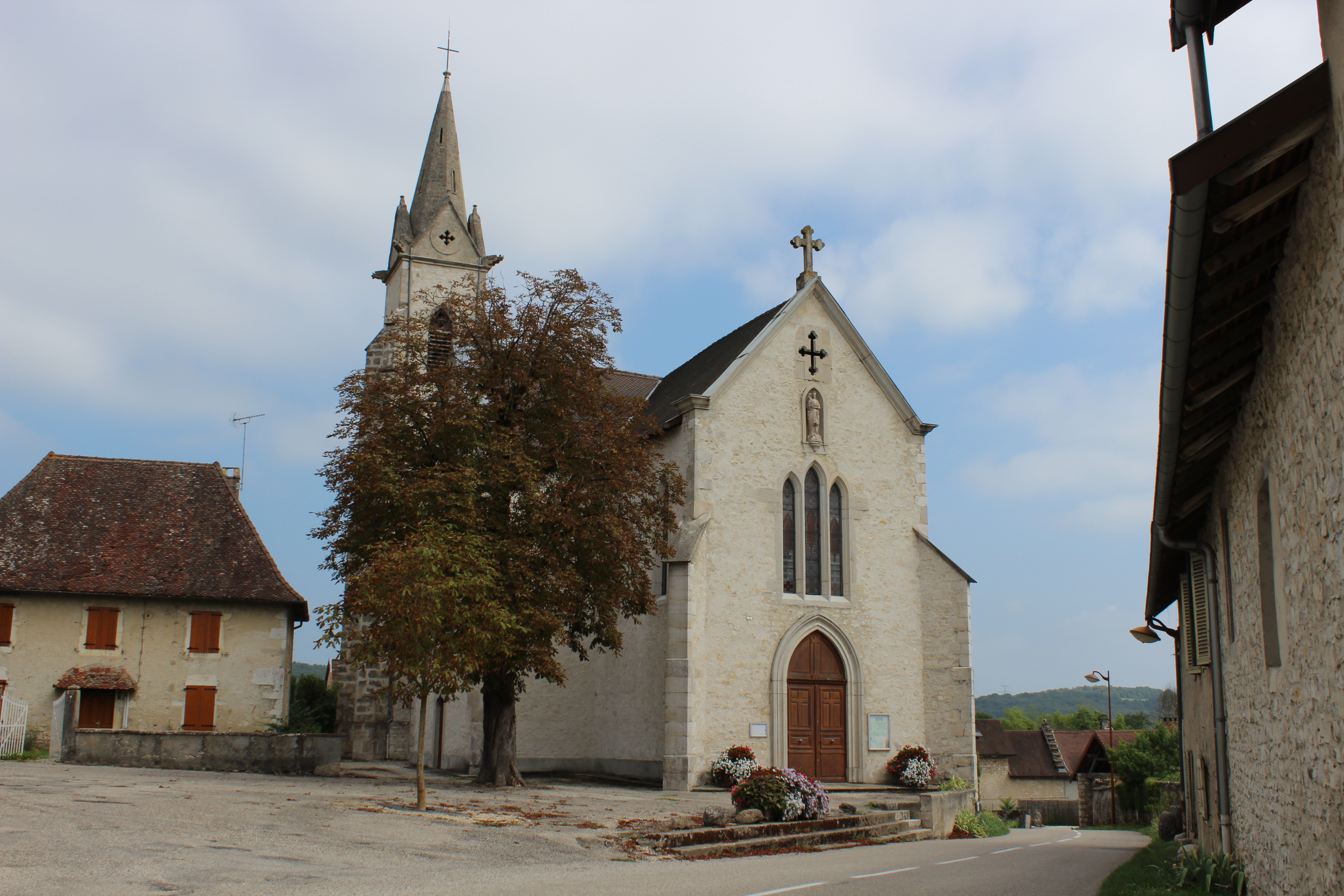
Kirche von Mépieu
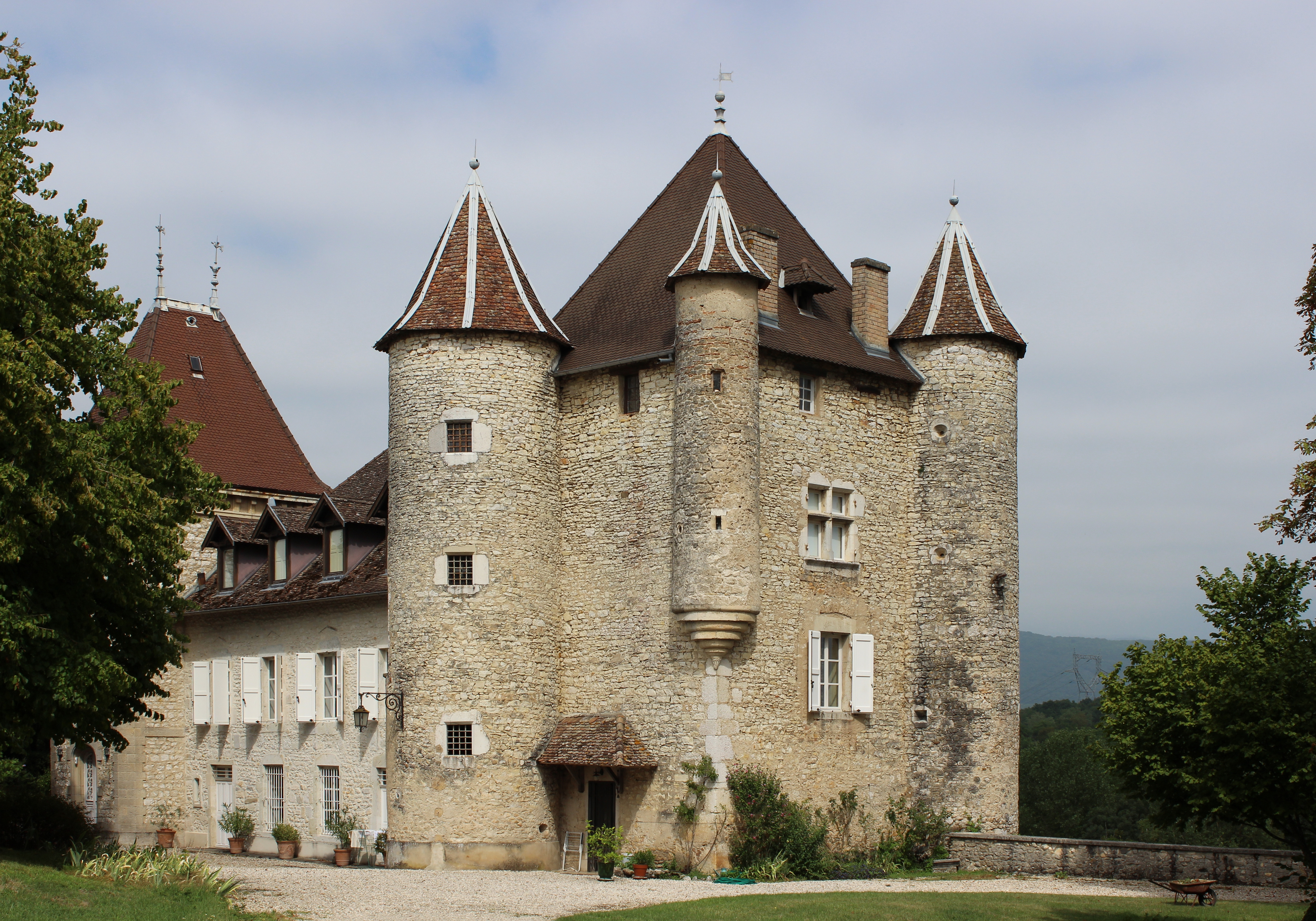
Schloss Mépieu
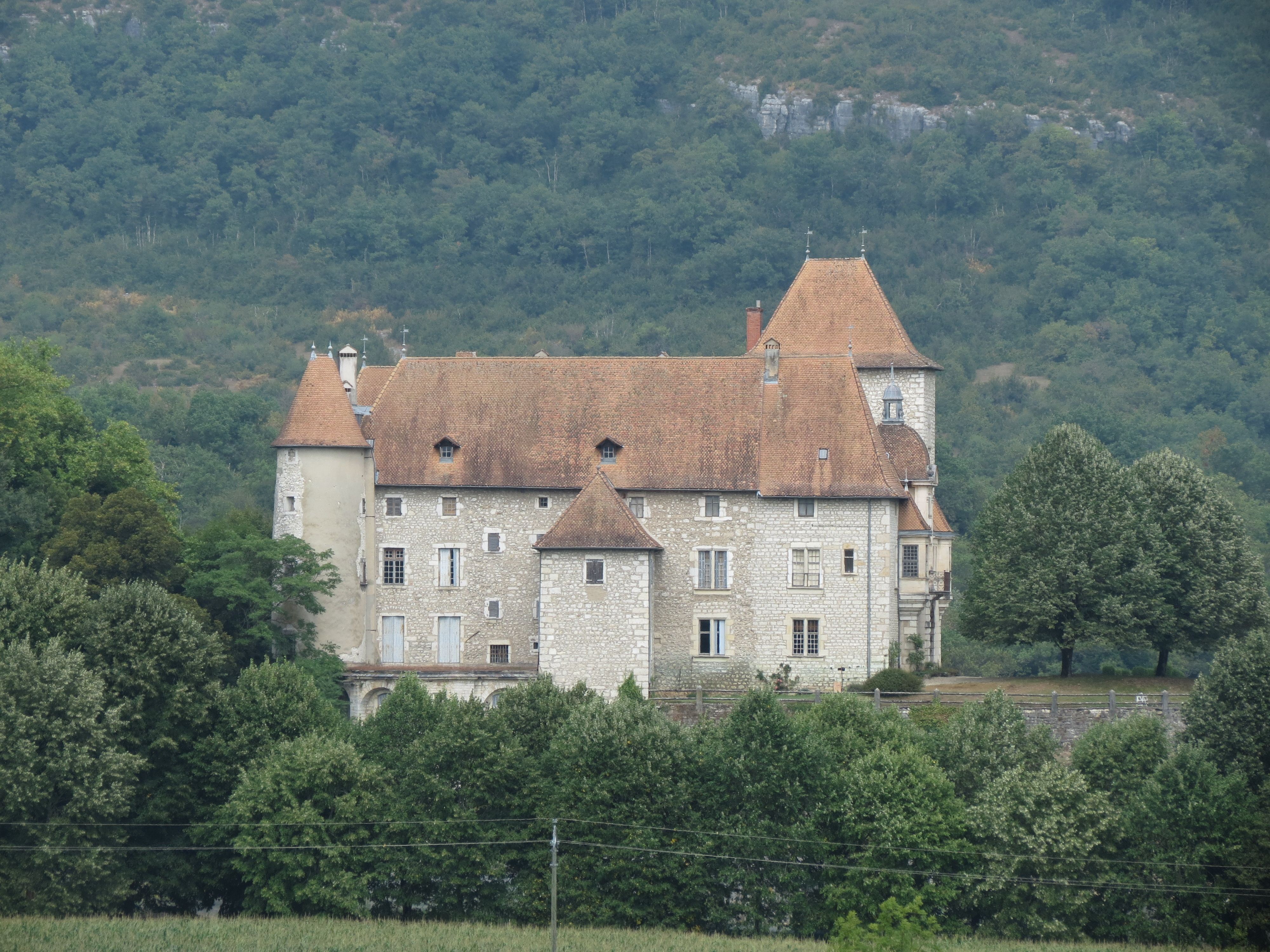
Schloss Mérieu
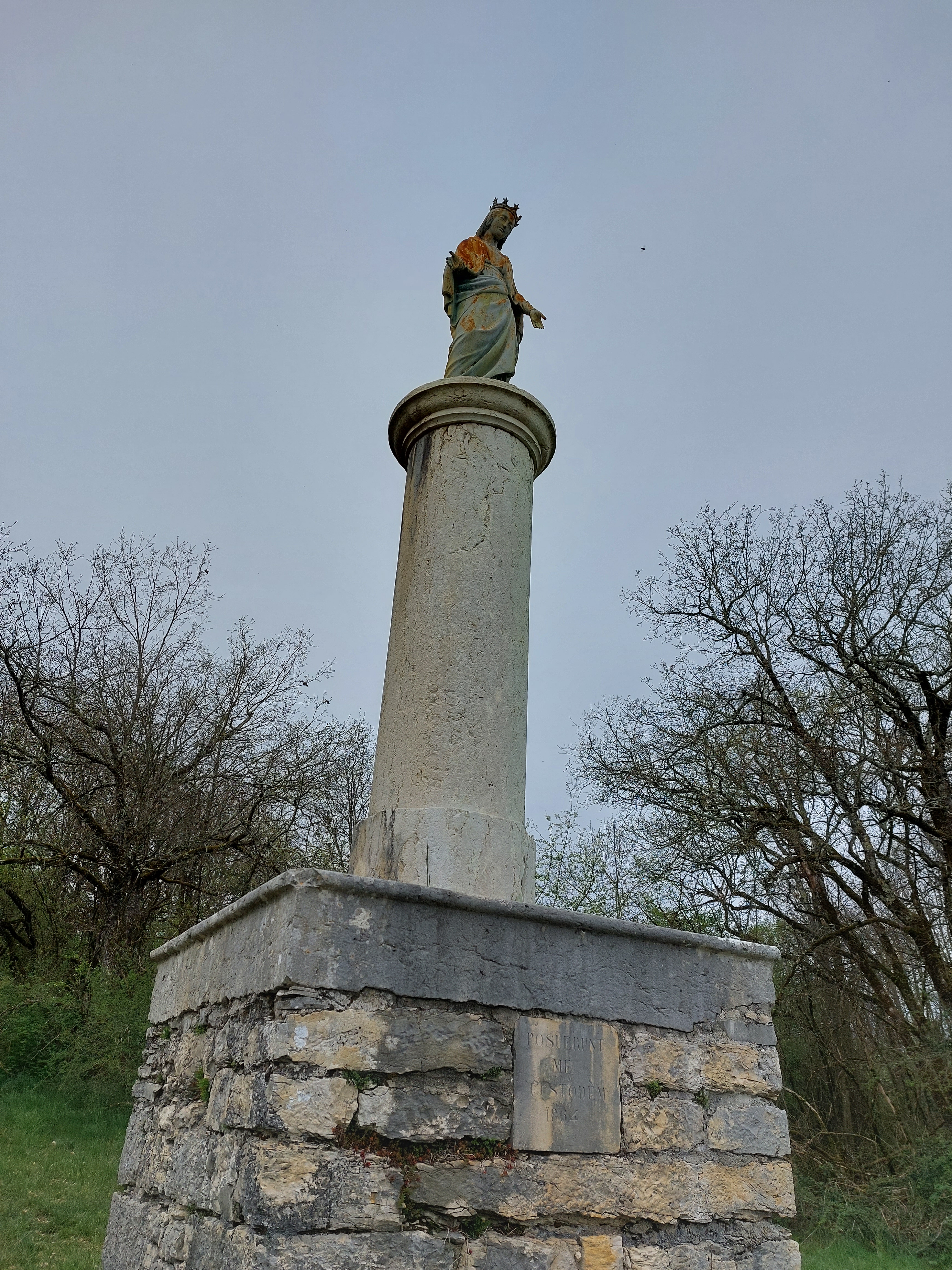
Der Maria geweihte Statue in Creys.
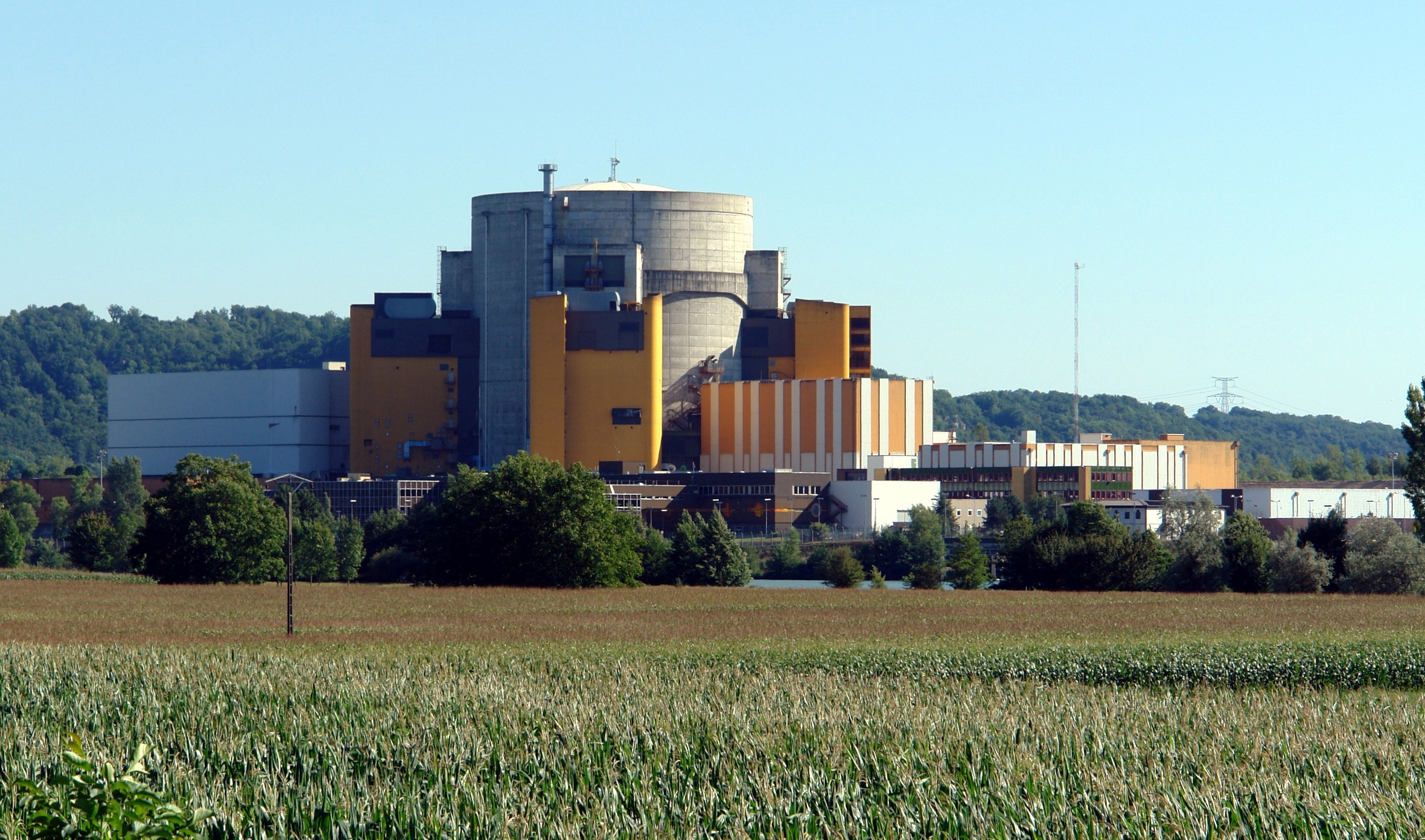
Nuklearanlage Superphénix
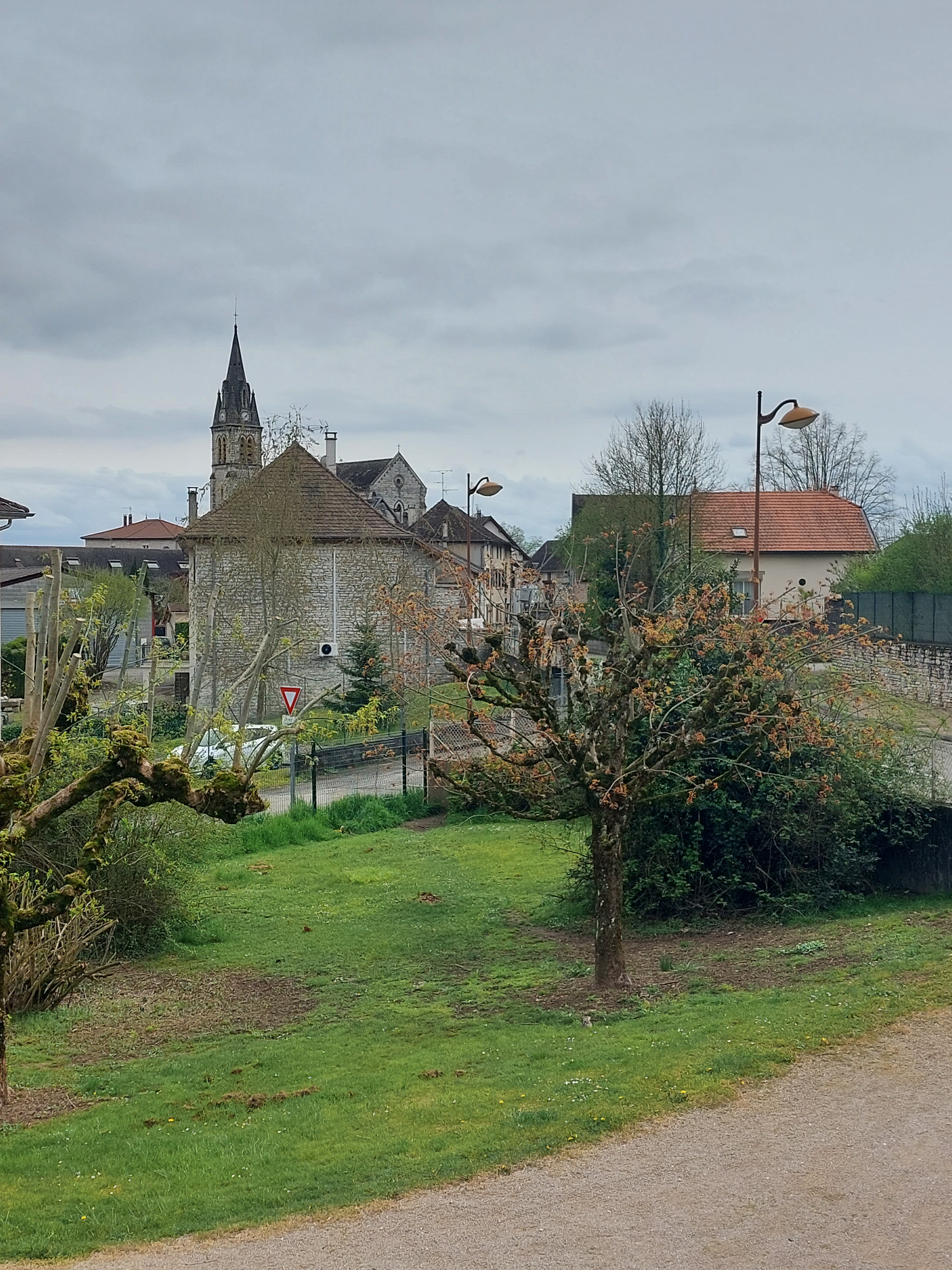
Creys.